# Je vais te manquer
Pour plus de détails, voir Fiche technique et Distribution.
Je vais te manquer est un film français réalisé par Amanda Sthers en 2008, et sorti au cinéma le 10 juin 2009.

## Synopsis
Six destinées qui vont, l'espace d'un instant, dans un aéroport, se bousculer, se séparer et se retrouver. Et si ces personnages étaient en train de vivre, sans le savoir, le moment le plus important de leur vie. Olivier et Lila : va-t-il rater l'amour ou va-t-elle rater l'avion ? Julia et Marcel : va-t-elle rater sa mort ou va-t-il rater sa vie ? Fanny et Max : va-t-elle manquer de courage ou va-t-il manquer de chance ?

## Fiche technique
- Titre : Je vais te manquer
- Réalisation : Amanda Sthers
- Assistante réalisatrice : Émilie Cherpitel
- Scénario : Amanda Sthers
- Producteur : Yves Marmion
- Directeur de la photographie : Régis Blondeau
- Musique : Keren Ann
- Décors :  Wouter Zoon
- Costumes : Emmanuelle Youchnowski
- Montage : Elise Fievet
- Son : Cyril Moisson / Montage son : Cédric Deloche
- Supervision des effets visuels : Stéphane Bidault
- Casting : Laure Cochener
- Scripte : Mathilde Vallet
- Chanson : Something to Stand for de Sinclair
- Lieux de tournage : Aéroport de Paris-Charles-de-Gaulle, Montréal
- Genre : film choral
- Date de sortie : 
  - France : 10 juin 2009

## Distribution
- Carole Bouquet : Julia
- Pierre Arditi : Marcel Hanri
- Patrick Mille : Olivier
- Anne Marivin : Lila
- Michael Lonsdale : Max
- Monique Chaumette : Fanny
- Fred Testot : Pierrot
- Mélanie Thierry : Ornella
- Cécile Cassel : Anna
- Mélanie Page : Alexandra
- Ariane Séguillon : Charlotte
- Karine Silla : Jeanne
- Alexandra London : Maria
- Yves Jacques : André, le coiffeur
- Stéphan Guérin-Tillié : un passager dans l'avion
- Raphaël Mezrahi : l'éditeur
- Adrien Jolivet : un agent
- Fabienne Thibeault : Arlette
- Clara Barbosa : Flore
- Hyacinthe Imayanga : Paulin
- Emmanuelle Bougerol : la dame pipi
- Christine Orban
- Natacha Koutchoumov
- Mika Tard
- Aude Pépin

## B.O.
- Jermaine Jackson & Pia Zadora - When The Rain Begins To Fall
- Sinclair - Something to Stand for  sur YouTube